# Indische trap
De Indische trap (Ardeotis nigriceps) is een vogel uit de familie van de Otididae (Trappen). Het is een ernstig bedreigde, endemische vogelsoort in India.

## Kenmerken
De vogel is 92 tot 122 cm lang en weegt  3,5 tot 6,7 kg (vrouwtjes)  en 8 tot 14,5 kg (mannetjes). De vogel is onmiskenbaar een grote soort trap. Het mannetje is wit van onder met een bruine band over de borst en bruin van boven met een zwarte kruin. Het vrouwtje is kleiner en mist de bruine band en is grijs op de keel en hals.

## Verspreiding en leefgebied
Deze soort is endemisch in noordwestelijk en Midden-India en het oosten van Pakistan met vroeger grote leefgebieden in de Tharwoestijn en het Hoogland van Dekan. Het is een vogel van droge gebieden, licht golvende halfwoestijnen met verspreid grasland en struikgewas en zeer extensief gebruikt agrarisch land. De vogel is uit meer dan 90% van zijn oorspronkelijke verspreidingsgebied verjaagd, het kerngebied ligt nu nog in Rajasthan.

## Status
De Indische trap heeft nog maar een beperkt verspreidingsgebied en daardoor is er de kans op uitsterven binnen enkele decennia.  De grootte van de populatie werd in 2013 door BirdLife International geschat op 50 tot 250 individuen en de populatie-aantallen nemen af. Op de vogel is in het verleden (en waarschijnlijk nog steeds) jacht gemaakt. Nu is het vooral de vernietiging van het leefgebied door het intensiveren van de landbouw met irrigatie, de aanleg van infrastructuur zoals wegen en elektriciteitsleidingen verder door mijnbouw en industrie en verkeerd beheer in de overgebleven natuurgebieden. Om deze redenen staat deze soort als kritiek op de Rode Lijst van de IUCN.